# 北京师范大学

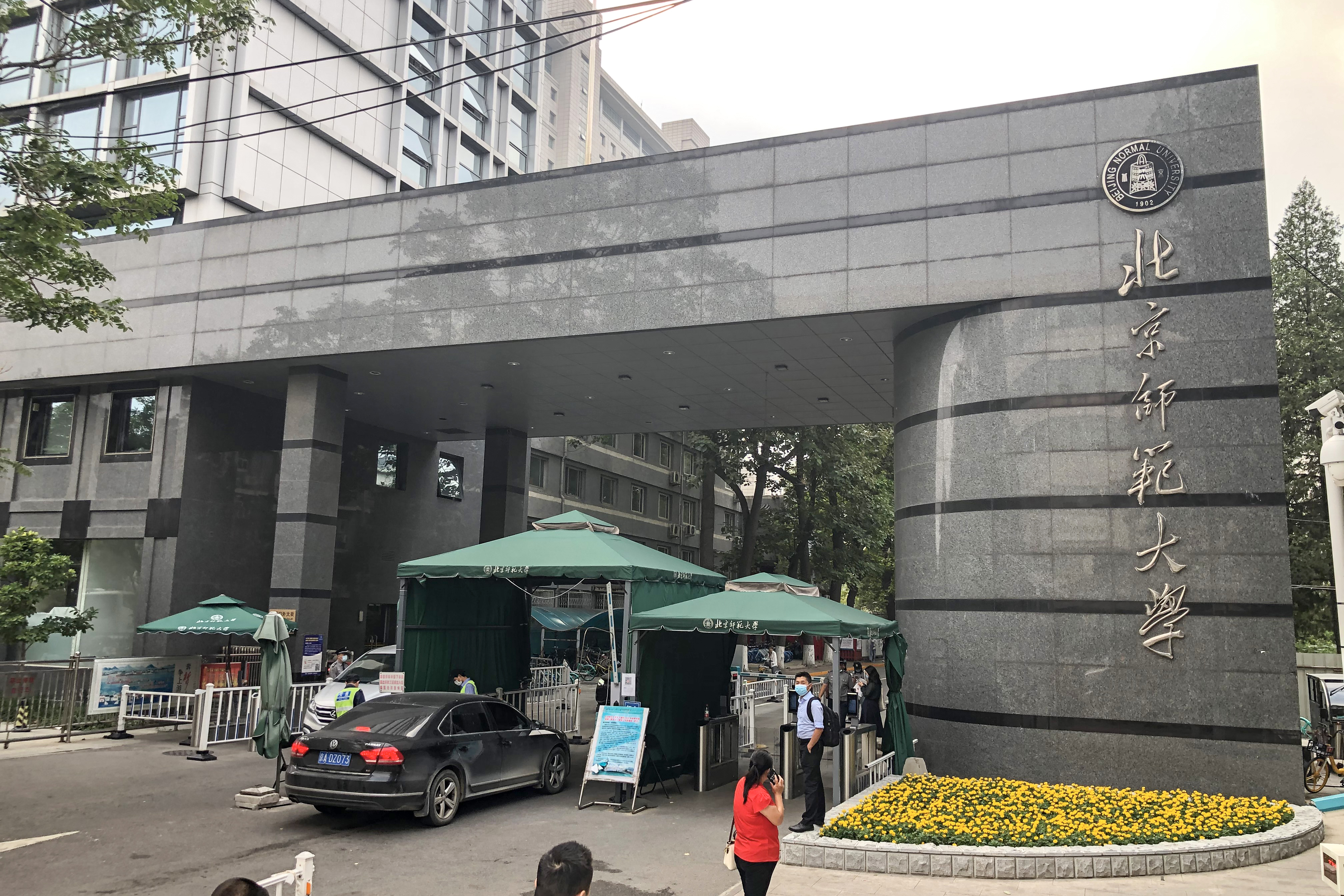
北京师范大学东门

北京师范大学（英語：Beijing Normal University），简称北师大。学校的前身是1902年创立的京师大学堂师范馆，1908年改称京师优级师范学堂，独立设校，1912年改名为北京高等师范学校，1923年学校更名为北京师范大学，成为中国历史上第一所师范大学。1931年、1952年北平女子师范大学、辅仁大学先后并入北京师范大学。北京师范大学是中华人民共和国顶尖高校之一，是“双一流A类”和原“985工程”、原“211工程”重点建设大学，是以基础文理学科、教育学、心理学为主要特色的中华人民共和国教育部直属全国重点大学。
北京师范大学的办学定位是综合性、研究型、教育教育领先的中国特色世界一流大学。2002年，北京师范大学成为首批拥有自主设置本科专业审批权的6所高校之一。学科点覆盖了除军事学以外的12个学科门类，形成了综合性学科布局。根据中华人民共和国教育部学位与研究生教育发展中心发布的2017年一级学科评估（第四轮）结果，北师大教育学、心理学、中国语言文学、中国史、戏剧与影视学、地理学6个一级学科获评A＋，居中国第六位，2个一级学科获评A，7个一级学科获评A-。在英国高等教育调查公司（QS）公布的2025世界大学排行榜中，北师大排名第271位，在中国内地高校中排名第12位。2017年，北京师范大学进入中国“世界一流大学”建设A类名单，11个学科进入中国“世界一流学科”建设名单，位居中国第8位。2022年，学校12个学科入选第二轮“双一流”建设学科，入选学科数量位居全国高校前列。
北京师范大学有两个校区：北京校区（海淀校园、西城校园、昌平校园、育荣校园）和珠海校区。另有中外合作办学机构北师香港浸会大学；曾有独立学院北京师范大学珠海分校，已于2024年终止办学。

## 校史沿革

### 京师大学堂师范馆
1895年，清朝在甲午战争败给日本，北洋水师全军覆没，标志了洋务运动的失败，于是再催生更大的变革呼声要求。维新变法开展后，光绪以明治维新为改革蓝本，推动了系列的教育改革。
1898年，清政府制定《京师大学堂章程》，规定京师大学堂分普通学与专门学两类，同时设师范斋和编译局等部门。以后历经“戊戌政变”、义和团运动、八国联军侵占北京等变故，京师大学堂屡遭摧残，以致停办。
1901年，清政府重建京师大学堂，先设速成科，下分“仕学馆”和“师范馆”。师范馆首先招生，于1902年12月17日开学，校址设在景山东马神庙。
1904年，师范馆改为优级师范科。

### 京师优级师范学堂
1908年5月，京师大学堂优级师范科改名为京师优级师范学堂，校址迁往厂甸五城学堂（现北师大附中）。这是中国高等师范学校独立设校的开始。

### 北京高等师范学校

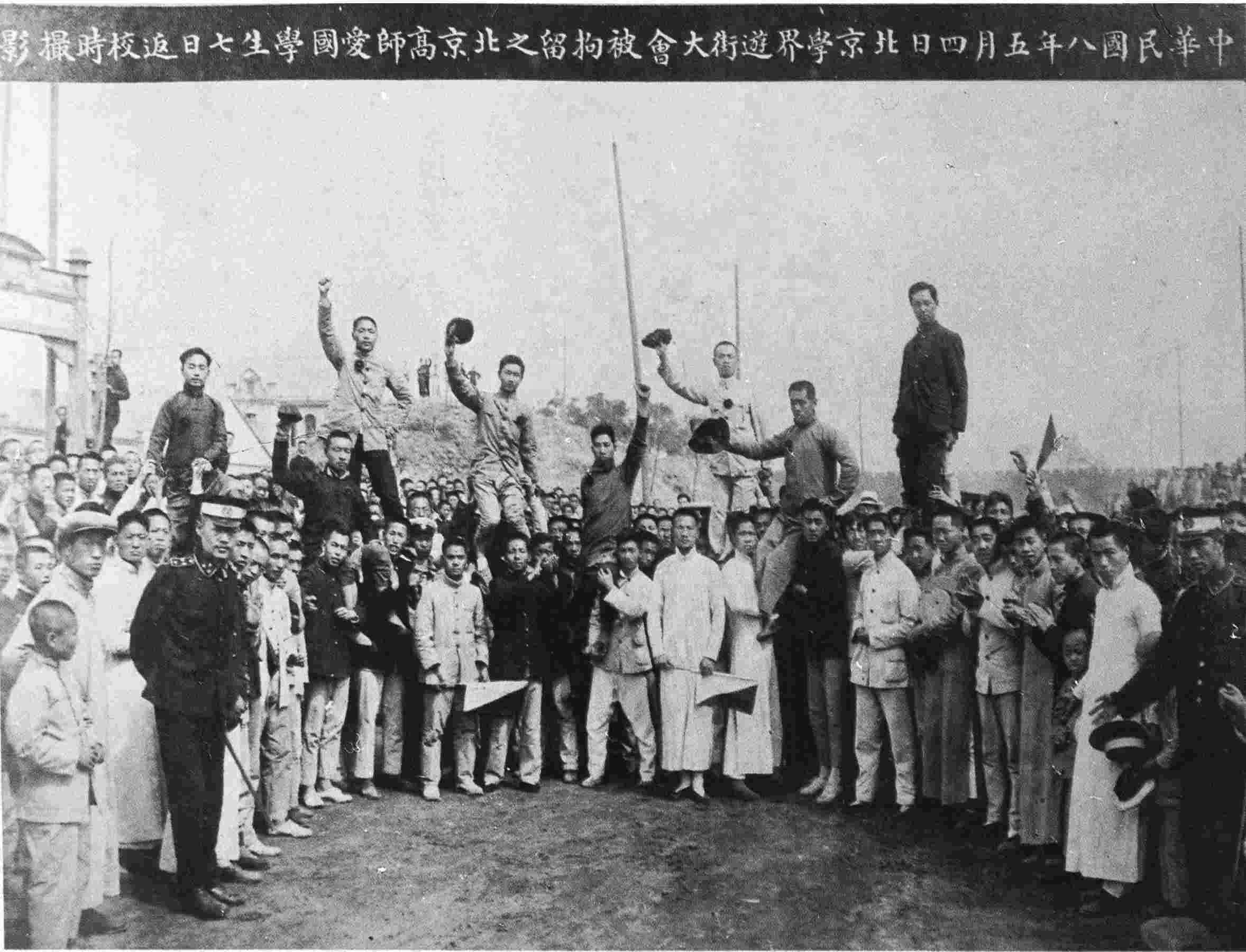
五四运动中被释放的北京高师学生

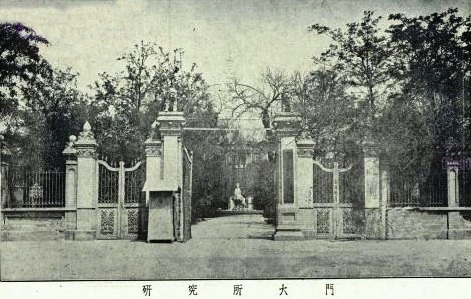
北京高师研究所

1912年5月，京师优级师范学堂改为北京高等师范学校（六大国立高师之一）。
1920年北京高师开办教育研究科，招收高师和专门学校的毕业生及大学三年级优秀学生，开中国高等学校通过考试招收研究生之先河。
1923年，又续办国文、英语、史地三部的研究科。至此，北京高师已经成为学科门类较齐全，不仅能培养师范与中等学校师资及教育行政人员，而且能够培养各科专门学术人员的高等师范学校。

### 国立北京师范大学校
1923年，北京高等师范学校经教育部正式批准改为国立北京师范大学校。始建于1908年的北京女子高等师范学校亦于1924年改为国立北京女子师范大学校。在国内其他高等师范学校都相继并入或改为普通大学的时候，北京高师和女高师先后改为师范大学，对中国高等师范教育体系的独立存在具有深远影响。
1926年，国立北京女子师范大学校改建为国立北京女子学院师范部。

### 京师大学校师范部
1927年，北京九所国立高校合并为京师大学校，原国立北京师范大学校校成为其师范部，即京师大学校师范部。原国立北京女子学院师范部校成为京师大学校女子第一部。

### 国立北平大学第一师范学院
1928年，国民革命军二次北伐占领北京，随后改北京为北平，推行大学区制，北平大学区内各高校合并组建为国立北平大学。京师大学校师范部成为国立北平大学第一师范学院。京师大学校女子第一部成为国立北平大学第二师范学院，次年更名为国立北平大学女子师范学院。

### 国立北平师范大学
1929年，大学区制停止，国立北平大学解体，重新设立北平师范大学以及北平女子师范大学。
1931年7月，北平师范大学与北平女子师范大学合并，定名为国立北平师范大学，下设教育学院、文学院、理学院及研究院。

### 国立西安临时大学
1937年7月，卢沟桥事件发生，日本侵略军占领北平。
1937年8月19日，国民政府教育部下达《战区内学校处置办法》的密令，较重要的举措是把高校向大后方战略转移，“于战事发生或迫近时，量予迁移”。北平师范大学迁往西安，与国立北平大学、国立北洋工学院和北平研究院组成国立西安临时大学。

### 国立西北联合大学
1938年3月，西安临时大学迁至汉中，4月3日改名为国立西北联合大学，北平师范大学与河北省立女子师范学院合并组建改为西北联大教育学院。1938年7月改称西北联大师范学院。

### 国立西北师范学院
1938年8月，西北联合大学解体，西北联大师范学院改为西北师范学院，并于次年改称国立西北师范学院。
1940年，西北师院奉命迁往甘肃省兰州市。为减少损失和解决新校址房屋不足，从1941年起，老生在城固逐年毕业，新生在兰州招收。至1944年，西北师范学院全部搬迁兰州。

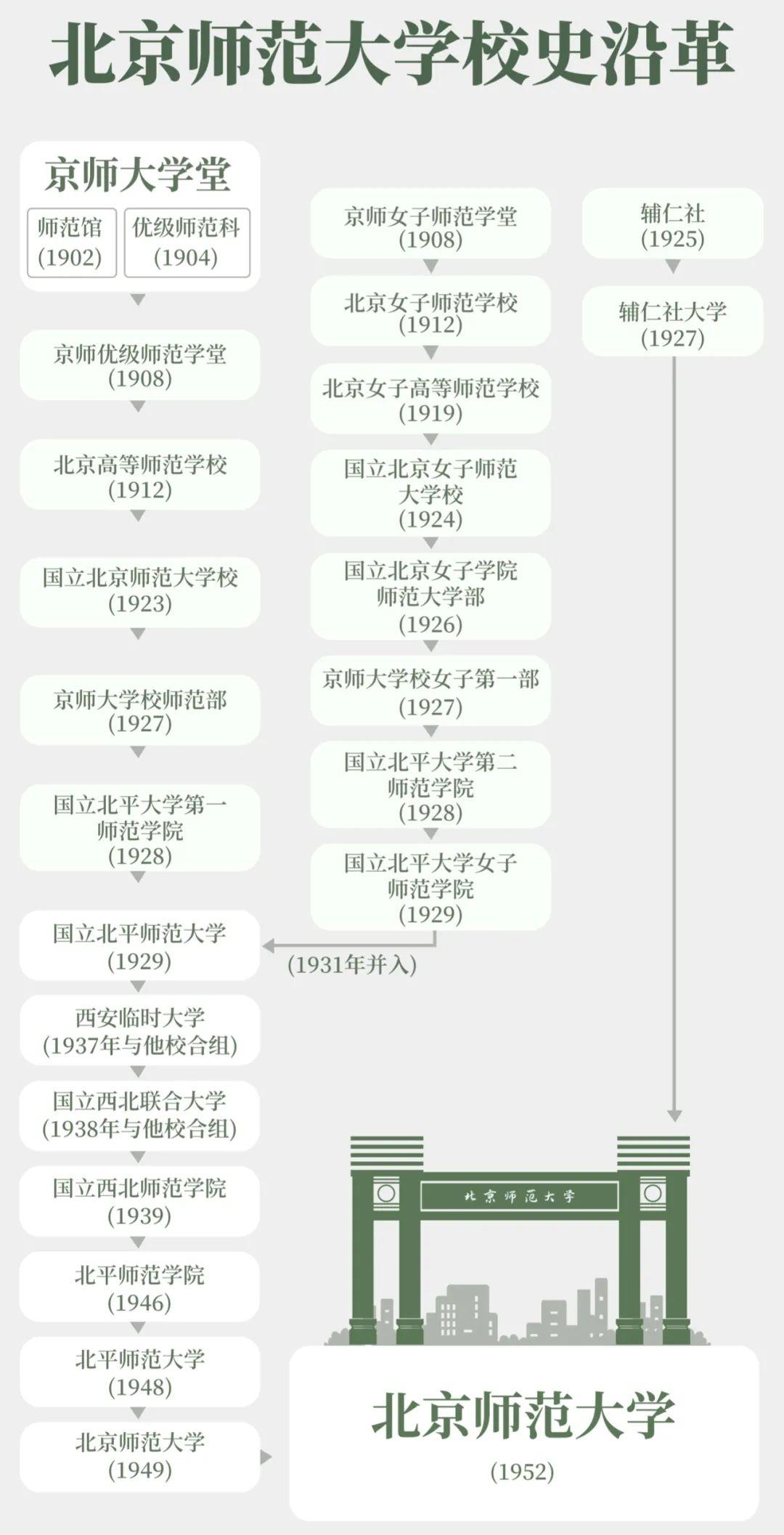
北京师范大学校史沿革

#### 抗战期间留平的「国立北京师范大学」
1938年3月，中华民国临时政府教育部在北平师范大学校址组建了“国立北京师范学院”，院长徐祖正、王谟、柯政和、黎世蘅，4月18日正式开学。1939年5月在校学生310人。
1941年11月，华北政务委员会教育总署把该学院和国立北京女子师范学院合并为“国立北京师范大学”，校长黎世蘅、孙松龄、杨为桢、张恺。1942年9月在校学生1292人，其中男生716人占55%。由于学校管吃管住、不收分文，学生中家境贫寒者众。
抗战胜利后，汪精卫政府国立北京师范大学的“伪学生”编入北平临时大学补习班第七分班，班主任陈雪屏。经甄审合格者编入国立北平师范学院。

### 国立北平师范学院
1946年7月，国立北平师范学院在北平厂甸正式成立。教育部社会教育司司长黄如今代理院长。自1946年8月下旬开始，西北师范学院师生300余人分批从兰州出发，辗转复员北平。1946年11月正式上课。学生来自三个部分：一是复员归来的数百名老生；二是当年录取的新生182名，59名先修班学生；三是伪“国立北京师范大学”的“伪学生”编入“北平临时大学补习班第七分班，班主任陈雪屏”经甄审合格者761名。经近一年的恢复，国立北平师范学院已发展到14个系科，教职员达300余人，师资队伍雄厚；在校生达1471人，超过抗战前近1倍。

### 国立北平师范大学
1948年10月16日，国民政府行政院第十一次临时会议批准，恢复国立北平师范学院为国立北平师范大学。1948年12月11日，学校正式恢复大学名称。

### 北京师范大学

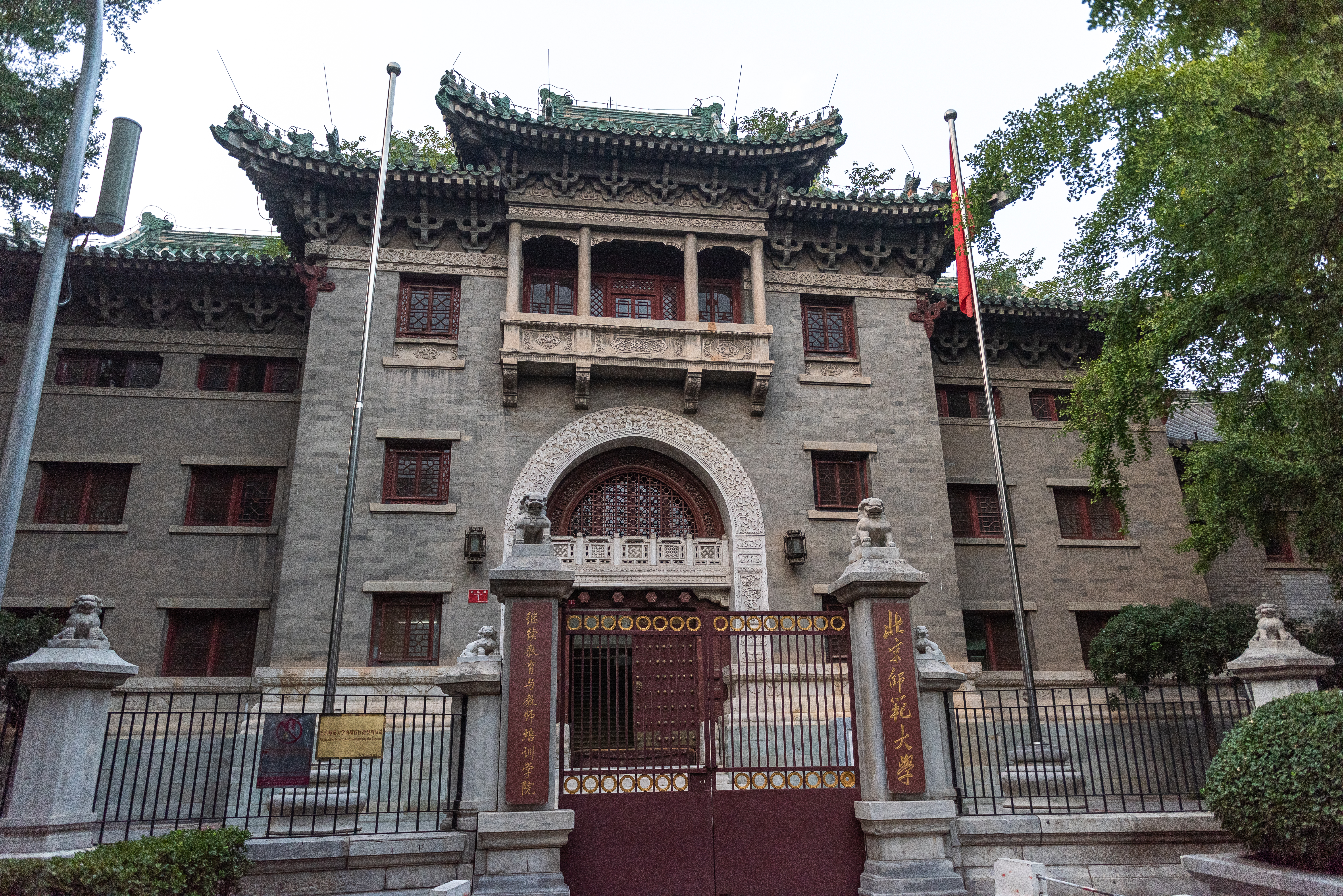
定阜街辅仁大学旧址

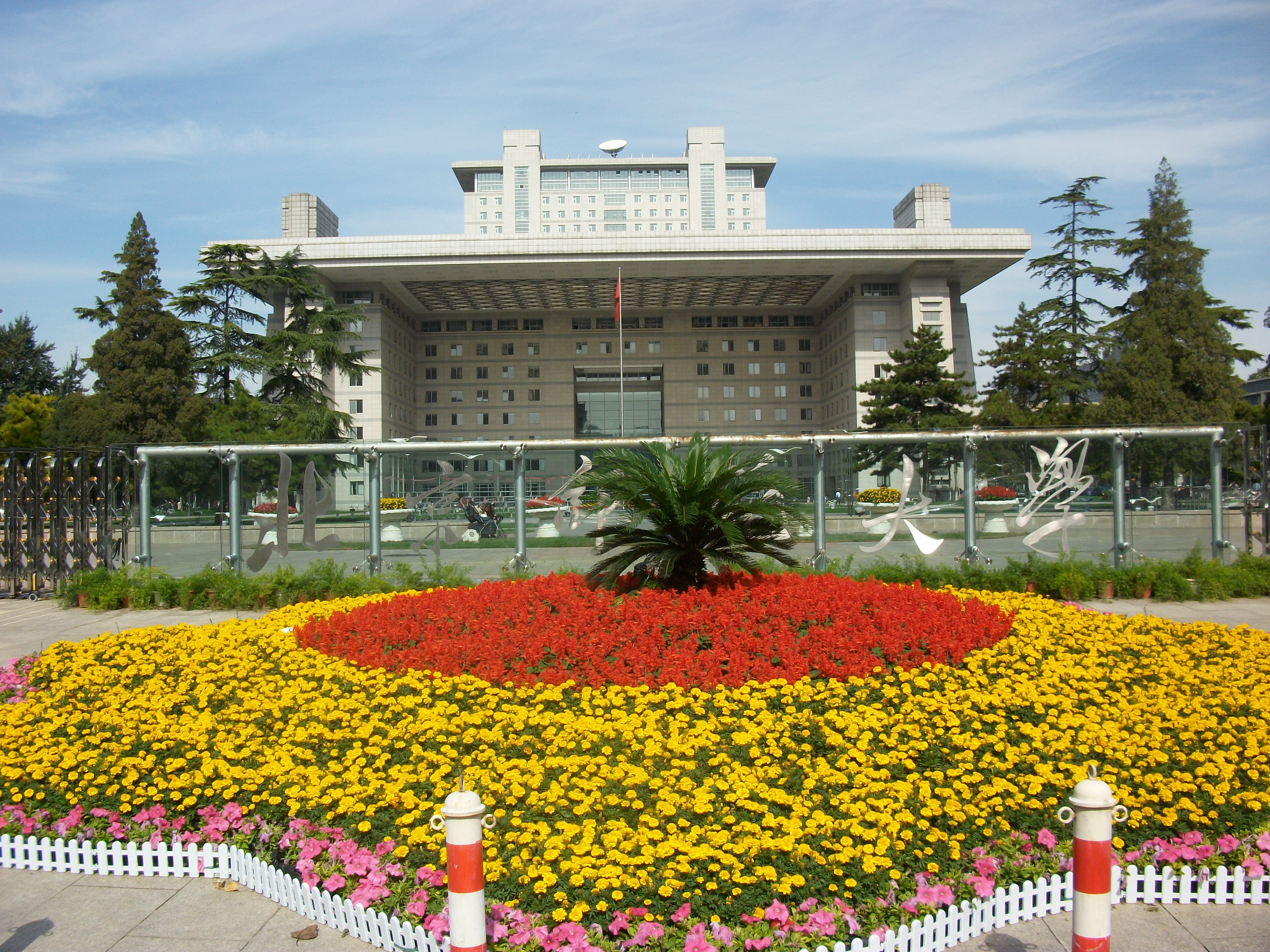
北京师范大学南门

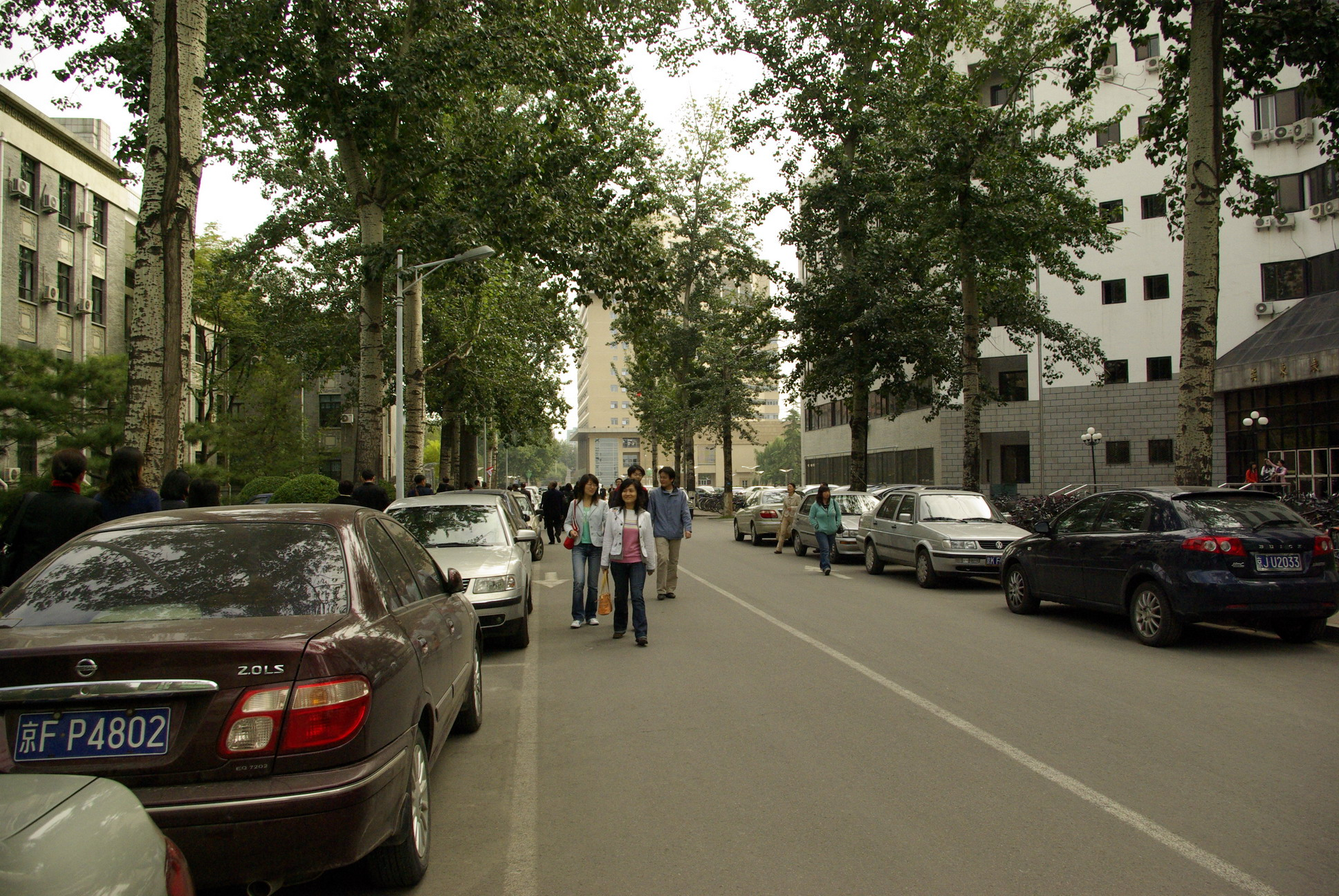
北京师范大学校园，右为英东教育楼

1949年2月，“北平和平解放”。9月，北平改称北京，学校也相应改为北京师范大学。1949年底，北京大学、南开大学的教育系并入北京师范大学。
50年代初，全国高校进行院系调整，市体育专科学校、中国大学理学院、燕京大学教育系、中国人民大学教育研究室和教育专修班先后并入师范大学。
1952年，辅仁大学主体并入北京师范大学，原辅仁大学校長、著名历史学家陈垣任新校长。师大的规模有了较大发展，教师增至340余人，在校生达2300余人；校舍增加近一倍，原和平门外新华街旧址称南校，定阜大街辅仁大学校址称北校，并在海淀区北太平庄建新校舍，占地82万平方米。
1966年后，师大经历了10年文革动乱的浩劫。1978年12月中共的十一届三中全会以后，学校提出了要把北师大办成全国第一流、国际上有影响、高水平的师范大学的奋斗目标，此後，北京师大先后增加了理论物理、固体物理、电化教学、计算机科学、非平衡态等专业和无线电电子学、心理学等系。北京师范大学已由“文革”前的12个系、18个专业、1个研究所，发展为19个学院、6个系、52个本科专业、134个硕士点、79个博士点和14个研究院/所/中心的教学、科研均衡发展的多学科的师范大学，有16个国家重点学科，14个一级学科拥有硕士、博士学位授予权，16个博士后流动站。教职工人数由“文革”前的2100人增加到近3000人，两院院士16人（双聘院士8人），其中，中科院院士13人，中国工程院院士3人。
1989年春，北师大学生联合北京大学等学校学生游行示威，并导致了六四事件，校长在此时也被撤换。事件平定后，学生领袖柴玲、吾尔开希逃亡国外，政府对北师大的思想控制更加严格。美国纽约时报2009年11月3日的一篇报道也将北师大描述为“中国最激进的大学之一”。
2002年5月，北京市第九次党代会决定支持北京大学、清华大学、中国人民大学、北京师范大学四所学校建设世界一流大学。2002年，北师大百年校庆之际，教育部和北京市决定重点共建北京师范大学，并给予北师大12亿的财政专项资助（其中教育部拨款6亿，北京市拨款6亿）。在百年校庆前夕，北师大新建成京师大厦，新主楼和曾宪梓教学楼并投入使用。
2002年9月8日，北京师范大学在北京市人民大会堂举办了北京师范大学百年校庆大会。时任中共中央总书记的江泽民在大会上发表题为“ 在庆祝北京师范大学建校一百周年大会上的讲话”。
从2002年至今，北师大在校园建设方面取得长足进步。从2002年至今，先后建成并投入使用的包括西区学生公寓A座-G座（2003），学五食堂（2003），新乐群食堂（2005），十六楼（2008），邱季瑞体育馆（2008）和后主楼（2011）。与此同时，一大批旧有的建筑被拆除，包括游泳池（2002），学三餐厅，学四餐厅，乐群餐厅，科学文化厅（2006），新一，新二教室群（2006），旧图书馆（2006），使校园景观发生了极大变化。众多计划经济时代中具有苏俄遗风的旧式建筑被拆除，而代之以大批现代建筑。与此同时，北师大也面临着校园绿化面积日趋减少，校内交通拥堵等问题困扰。
到2004年，在校学生人数由过去的不足5000人增加到16000余人，其中本科生8000余人，研究生6000余人，长、短期留学生2000余人。
2007年4月，北师大两名女生与校内一家专营电子产品的商店索尔斯因产品质量发生争执。事后，两名女生在该校论坛蛋蛋网发贴求助，自称遭到索尔斯店员的非法扣留。此事件引发了广泛的学生关注，大量学生在网上讨论并声援两名女生进行维权，事件也推动了学生会和后勤集团的介入，并最终导致索尔斯店退出校园，成为学生维权运动的一大胜利。
2007年5月，中华人民共和国国务院决定在教育部直属师范大学推行免费师范生政策。北京师范大学成为免费师范生政策的重点试点院校。北师大曾于2002年取消师范与非师范差别并实行统一收费，并着力推动师范教育向教师教育的转型。在免费师范生政策实施后，北师大重新恢复师范生的名称并取消对师范生的收费。2011年6月17日，时任中共中央政治局常委、国务院总理温家宝专程来到北京师范大学，出席首届免费师范生毕业典礼并作重要讲话。然而，免费师范生政策依然存在诸多问题，而就业市场对免费师范生的反馈也不积极。
2008年以后海峡两岸交流日渐频繁，北师大逐渐与台湾大学、新竹清华大学、政治大学等台湾著名学府交流密切，同时也与台湾师范大学、彰化师范大学两所台湾师范类指标学校签订姐妹校合约，深化中国大陆与台湾的学术合作。
2010年10月8日，诺贝尔奖评审委员会宣布将2010年诺贝尔和平奖颁发给北师大文学院博士、原北师大中文系讲师、中国作家、持不同政见者刘晓波，以表彰他“长期以来以非暴力方式在中国争取基本人权”，使刘晓波成为第二位获得诺贝尔奖的中华人民共和国公民。
2012年7月9日，从1998年起一直担任北京师范大学副校长的董奇，接替已经担任校长11年的钟秉林，被正式任命为北京师范大学校长。在就职演说中，董奇郑重承诺：高校管理改革，首先应从校长自身改起。在担任校长期间，做到“四个不”：第一、不申报新的科研课题；第二、不招收新的研究生；第三、不申报任何教学科研成果奖；第四、个人不谋求申报院士。保证把百分之百的精力用于学校管理，要用“整个的心”去做“整个的校长”。10月11日，2012年诺贝尔文学奖揭晓，中国著名作家、北京师范大学校友莫言获奖。

2014年9月9日，在中华人民共和国第30个教师节来临前夕，中共中央总书记、中国国家主席习近平专程来到北师大考察，在考察心理学实验室与观摩进修教师课堂后，习近平与北师大师生代表座谈并号召全国广大教师做党和人民满意的好老师。
2017年7月，古籍与传统文化研究院副教授史杰鹏因反人类的问题遭北师大解雇。
2017年8月27日，广东省人民政府、珠海市人民政府和北京师范大学三方签署共建北京师范大学珠海校区协议。
2018年10月，位于沙河高教园区的北师大昌平校区（沙河校区）建成，供博士生使用。
2019年4月，教育部正式批复同意珠海校区建设，并于同年9月开始招生，北京师范大学“一体两翼”办学格局形成。

## 历任领导

### 历任校长
| 名称                     | 姓名                   | 职务名称               | 任职时间        | 备注   |
| ------------------------ | ---------------------- | ---------------------- | --------------- | ------ |
| 京师大学堂师范馆         | 张百熙                 | 管学大臣               | 1902.12—1904.01 | -      |
| 京师大学堂优级师范科     | 张亨嘉                 | 总监督                 | 1904.02—1906.02 | -      |
| 京师大学堂优级师范科     | 李家驹                 | 总监督                 | 1906.03—1907.07 | -      |
| 京师大学堂优级师范科     | 朱益藩                 | 总监督                 | 1907.07—1907.12 | -      |
| 京师大学堂优级师范科     | 刘廷琛                 | 总监督                 | 1908.01—1908.06 | -      |
| 京师优级师范学堂         | 陈问咸                 | 监督                   | 1908.06—1912.05 | -      |
| 北京高等师范学校         | 陈宝泉                 | 校长                   | 1912.05—1919.11 | -      |
| 北京高等师范学校         | 陈映璜                 | 代校长                 | 1919.11—1920.11 | -      |
| 北京高等师范学校         | 邓萃英                 | 校长                   | 1920.12—1921.10 | -      |
| 北京高等师范学校         | 李建勋                 | 校长                   | 1921.10—1922.11 | -      |
| 北京高等师范学校         | 评议会代行校长职责     | 评议会代行校长职责     | 1922.12—1923.07 | -      |
| 国立北京师范大学校       | 范源濂                 | 校长                   | 1923.11—1924.09 | -      |
| 国立北京师范大学校       | 陈裕光                 | 代校长                 | 1924.09—1925.09 | -      |
| 国立北京师范大学校       | 张贻惠                 | 校长                   | 1925.10—1927.08 | -      |
| 京师大学校师范部         | 张贻惠                 | 学长                   | 1927.08—1928.11 | -      |
| 国立北平大学第一师范学院 | 黎锦熙                 | 院长                   | 1928.11—1929.01 | 未就职 |
| 国立北平大学第一师范学院 | 张贻惠                 | 院长                   | 1929.01—1929.08 | -      |
| 国立北平师范大学         | 评议会维持校务         | 评议会维持校务         | 1929.09—1930.02 | -      |
| 国立北平师范大学         | 李石曾                 | 校长                   | 1930.02—1930.12 | 未到任 |
| 国立北平师范大学         | 李蒸                   | 代校长                 | 1930.02—1930.12 | -      |
| 国立北平师范大学         | 徐炳昶 （徐旭生）      | 校长                   | 1931.02—1932.05 | -      |
| 国立北平师范大学         | 李蒸                   | 校长                   | 1932.07—1937.09 | -      |
| 国立西安临时大学         | 筹备委员会代行校长职权 | 筹备委员会代行校长职权 | 1937.11—1938.04 | -      |
| 国立西北联合大学         | 筹备委员会代行校长职权 | 筹备委员会代行校长职权 | 1938.04—1938.07 | -      |
| 国立西北联合大学师范学院 | 李蒸                   | 院长                   | 1938.07—1939.08 | -      |
| 国立西北师范学院         | 李蒸                   | 院长                   | 1939.08—1945.08 | -      |
| 国立西北师范学院         | 黎锦熙                 | 教务主任兼任院长       | 1945.08—1945.12 | -      |
| 国立西北师范学院         | 黎锦熙                 | 院长                   | 1945.12—1947.03 | -      |
| 国立北平师范学院         | 黄如今                 | 代院长                 | 1946.07—1946.08 | -      |
| 国立北平师范学院         | 袁敦礼                 | 院长                   | 1946.08—1948.10 | -      |
| 国立北平师范大学         | 袁敦礼                 | 校长                   | 1948.10—1948.12 | -      |
| 国立北平师范大学         | 汤璪真                 | 代校长                 | 1948.12—1949.05 | -      |
| 国立北平师范大学         | 黎锦熙                 | 校务委员会主席         | 1949.05—1950.02 | -      |
| 北京师范大学             | 林砺儒                 | 校长                   | 1950.02—1952.09 | -      |
| 北京师范大学             | 陈垣                   | 校长                   | 1952.10—1971.06 | -      |
| 北京师范大学             | 王梓坤                 | 校长                   | 1984.05—1989.05 | -      |
| 北京师范大学             | 方福康                 | 校长                   | 1989.05—1995.05 | -      |
| 北京师范大学             | 陆善镇                 | 校长                   | 1995.05—1999.07 | -      |
| 北京师范大学             | 袁贵仁                 | 校长                   | 1999.07—2001.04 | -      |
| 北京师范大学             | 钟秉林                 | 校长                   | 2001.04—2012.07 | -      |
| 北京师范大学             | 董奇                   | 校长                   | 2012.07—2022.05 | -      |
| 北京师范大学             | 马骏                   | 校长                   | 2022.05—2024.03 | -      |
| 北京师范大学             | 于吉红                 | 校长                   | 2024.04—        | -      |

### 历任书记
| 职位             | 姓名             | 任职时间        | 备注                                                    |
| ---------------- | ---------------- | --------------- | ------------------------------------------------------- |
| 党总书记         | 刘明哲           | 1949.09—1950.03 | 1949年初期，北师大党组织公开，1949年设党支部            |
| 党总书记         | 臧权             | 1950.03—1950.10 | 1949年初期，北师大党组织公开，1949年设党支部            |
| 党总书记         | 丁浩川           | 1950.10—1953.02 | 1949年初期，北师大党组织公开，1949年设党支部            |
| 党总书记         | 李开鼎           | 1953.02—1954.10 | 1949年初期，北师大党组织公开，1949年设党支部            |
| 党委书记         | 李开鼎           | 1954.10—1956.05 | 1954年10月，北京师范大学委员会成立                      |
| 党委书记         | 张斧             | 1956.09—1956.12 | 1954年10月，北京师范大学委员会成立                      |
| 党委书记         | 何锡麟           | 1956.12—1957.10 | 1954年10月，北京师范大学委员会成立                      |
| 党委书记         | 刘墉如           | 1957.10—1964.10 | 1954年10月，北京师范大学委员会成立                      |
| 党委书记         | 程今吾           | 1965.08—1970.05 | 1954年10月，北京师范大学委员会成立                      |
| 党的领导小组组长 | 丁元贞           | 1973.05—1975.01 | 1973年5月，经北京市委批准，成立北京师范大学党的领导小组 |
| 党委书记         | 高沂（代理书记） | 1975.08—1977.10 | 1975年，北京师范大学党组织开始恢复                      |
| 党委书记         | 贾震             | 1977.10—1980.10 | 1975年，北京师范大学党组织开始恢复                      |
| 党委书记         | 聂菊荪           | 1980.10—1983.10 | 1975年，北京师范大学党组织开始恢复                      |
| 党委书记         | 陈静波           | 1983.10—1985.12 | 1975年，北京师范大学党组织开始恢复                      |
| 党委书记         | 方福康           | 1985.12—1989.04 | 1975年，北京师范大学党组织开始恢复                      |
| 党委书记         | 周之良           | 1990.08—1996.09 | 1975年，北京师范大学党组织开始恢复                      |
| 党委书记         | 袁贵仁           | 1996.10—2000.02 | 1975年，北京师范大学党组织开始恢复                      |
| 党委书记         | 陈文博           | 2000.02—2005.06 | 1975年，北京师范大学党组织开始恢复                      |
| 党委书记         | 刘川生           | 2005.06—2016.12 | 1975年，北京师范大学党组织开始恢复                      |
| 党委书记         | 程建平           | 2016.12—        | 1975年，北京师范大学党组织开始恢复                      |

## 文化传统

### 校训
| 北京师范大学校训   |
| ------------------ |
| 学为人师、行为世范 |

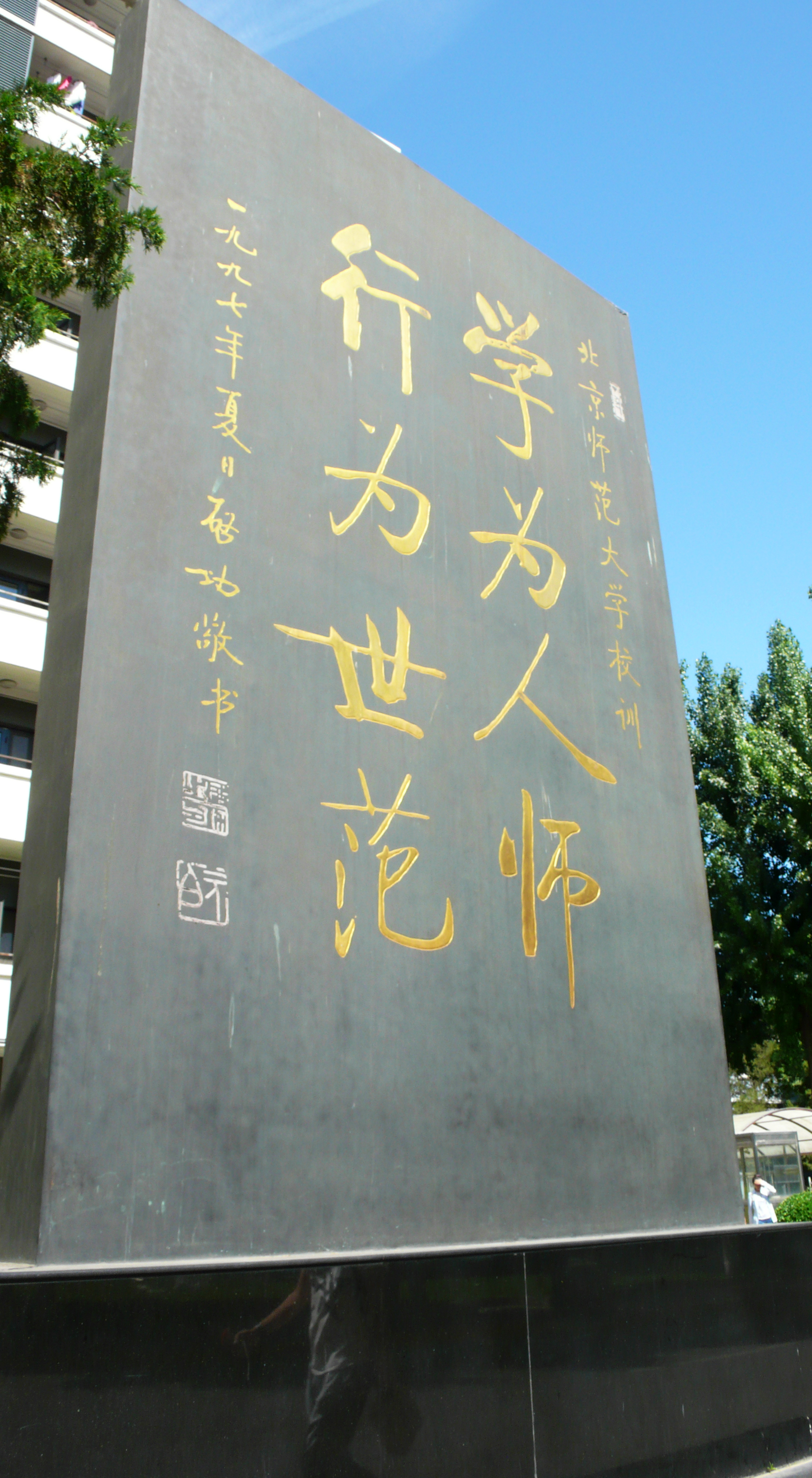
校训碑

校训内涵：校训为著名史学家启功所拟。“学为人师、行为世范”是中国知识分子人格修养的标准和精神追求，又是启功70多年从教生涯中的一个感悟。
启功阐释它最基本的含义就是“所学要为世人之师，所行应为世人之范”。学是指每位师生应具有的学问、知识和技能，学为人师，就是要使“学”能成为后学的师表。行是指每位师生应具有的品行，行为世范，就是要方方面面，时时刻刻，都光明正大，能够成为社会中的模范。他指出，校训没有任何人执行考试、考察、判分、评选，实践校训关键在于师生的自觉性。所学能否真正成为师表，并不是“职称”、“级别”所能衡量或代表；所行能否真正成为模范，也不待旁人选举出来，而是要随时扪心自问，有没有可惭愧的思想行动。

### 校徽

北京师范大学校徽

北京师范大学校徽由核心图案、建校时间与英文校名组合而成，整体造型为圆形印章形。核心图案为象征中国教育教化传统的“木铎金声”。
“木铎金声”语出《论语·八佾第三》：“天下之无道也久矣，天将以夫子为木铎”，中国伟大的教育家思想家孔子赋予了木铎以教育教化的象征含义。作为起源于夏商时代的中国古代响器，铎在历史上一直有“木铎司文，金铎司武”的传统区分。北京师范大学以“木铎金声”作为学校校徽的核心图案和办学精神象征，集中反映了历代北师大人对“爱国进步、诚信质朴、求真创新、为人师表”优良传统和“学为人师，行为世范”校训的追求实践。“木铎金声”图案既是北师大教育学科特色和传统的视觉化概括表述，也体现了北京师范大学作为综合性、有特色、研究型大学对国家教育文脉传承的历史使命和社会责任。“木铎金声”图案古朴凝重，造型端庄，架构严谨，整体具有向上发展力，既具有浓郁的传统文化气质和豁达内敛的民族气度，也体现了博观约取，厚积薄发的勃勃生机和发展力。校徽整体图案采用国际通用的圆形构图，反映了主流性的纯粹学院风格，它与造型方正规矩的“木铎金声”图案互为表里，相得益彰，体现了中国人追求智圆行方的人生境界。整体图形犹如一枚构图严谨的印章，象征着北京师范大学对时代和社会的庄严承诺。

### 校庆
北京师范大学校庆日是每年9月8日。

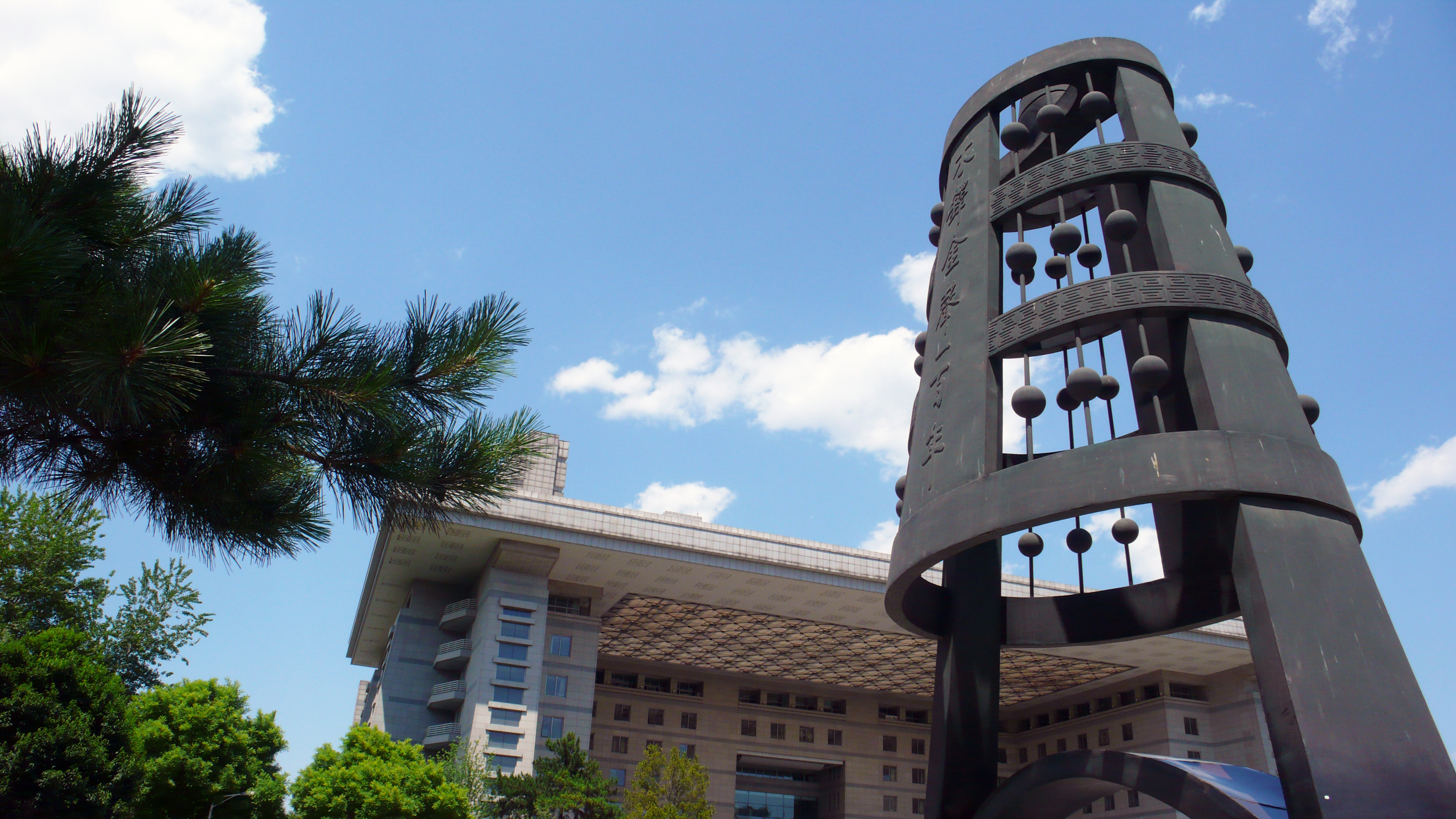
百年校庆纪念雕塑：“木铎金声一百年”

2002年9月，北师大在人民大会堂庆祝了百年校庆，时任中共中央政治局在京常委全体出席，时任中共中央总书记、国家主席江泽民发表了讲话。由北师大天文系毕业生、国家天文台研究员、现任北京天文馆馆长朱进领导的研究小组发现的小行星（国际编号8050号）被国际天文学联合会小行星委员会授权命名为“北师大星”。学校征集各方意见后，在英东教育楼西南侧树立“北师大星”纪念雕塑。
2012年9月，北京师范大学举行110周年校庆。2012年9月8日，北京师范大学迎来110周年校庆。温家宝总理为北师大校庆题词:“师范教育的旗帜、人民教师的摇篮”。广大校友齐聚母校，与全校2万多名师生、来宾一起，共同庆祝北京师范大学110周岁华诞。
2022年9月7日，习近平总书记回信勉励北京师范大学“优师计划”师范生到祖国和人民最需要的地方去，努力成为党和人民满意的“四有”好老师，祝全国广大教师节日快乐。9月8日教育部党组书记、部长怀进鹏出席庆祝第38个教师节暨北京师范大学建校120周年大会，宣读习近平总书记重要回信并讲话。

## 学科与实验室建设
北京师范大学学科综合实力位居全国高校前列。2002年成为首批拥有自主设置本科专业审批权的6所高校之一，2018年成为首批可开展学位授权自主审核的20所高校之一。现有本科专业77个、一级学科硕士学位授权点36个、一级学科博士学位授权点34个、专业学位博士授权点6个、专业学位硕士授权点25个，博士后科研流动站30个。
北京师范大学是国家人文社科科研和科技创新的一支重要力量。学校拥有国家高端智库试点单位1个、国家重点实验室4个、国家工程研究中心1个、国家野外科学观测研究站1个、国家级协同创新中心1个、国家国际科技合作基地1个，铸牢中华民族共同体意识研究培育基地1个、国家新闻出版署重点实验室1个、国家革命文物协同研究中心1个、国家语言文字推广基地1个，教育部重点实验室10个、教育部工程研究中心7个、教育部野外科学观测研究站2个、教育部国际联合实验室1个、教育部人文社会科学重点研究基地7个、教育部哲学社会科学实验室1个，教育部基础教育质量监测中心1个、教育部国别和区域研究基地4个、教育部教育立法研究基地1个、教育部师德师风建设基地1个、教育部战略研究基地1个、高等学校学科创新引智基地9个，北京高等学校高精尖创新中心1个、北京市重点实验室12个、北京市工程技术研究中心4个、广东省粤港澳联合实验室1个、广东省重点实验室1个、广东省野外科学观测研究站1个。北京市哲学社会科学重点研究基地2个、首都新型高端智库1个、北京市语言文字工作委员会研究基地1个、北京高校协同创新中心1个、北京市习近平新时代中国特色社会主义思想研究中心基地1个、北京教育法治研究基地1个、北京市中小学师德师风建设基地1个，教育部师德师风建设基地1个，其他省部级重要平台26个。定期出版专业刊物34种。
北京师范大学教育资源丰富，是国家高素质创新型人才培养的重要基地。拥有国家文科基础学科人才培养和科学研究基地2个、国家理科基础科学研究和教学人才培养基地5个、国家基础学科拔尖学生培养计划2.0基地10个、国家教育体制改革试点学院1个；现有国家级实验教学示范中心4个、国家级虚拟仿真实验教学中心2个；现有国家教材建设重点研究基地5个；是国家大学生文化素质教育基地、国家对外汉语教学基地、国家生命科学与技术人才培养基地、国家卓越法律人才教育培养基地、教育部中华优秀传统文化传承基地（中国话剧）；入选国家级一流本科专业建设点46个、北京市级一流本科专业建设点6个、北京高校“重点建设一流专业”2个；入选教育部虚拟教研室建设试点9个、北京高校虚拟教研室建设试点3个；拥有北京市实验教学示范中心2个、广东省实验教学示范中心3个、广东省基础学科拔尖人才培养创新实验区1个。 

## 组织机构
| - 党委办公室/校长办公室 - 党委组织部（党校） - 党委宣传部（新闻中心） - 党委统战部 - 纪检监察机构 - 党委教师工作部（教师发展中心） - 党委学生工作部 - 党委巡视工作办公室 - 机关党委 - 发展规划部 - 教务部（研究生院） - 科研院 - 校地合作处 - 人才人事处 - 财经处 - 审计处 | - 国际交流与合作处（港澳台事务办公室） - 保卫处（部） - 国有资产管理处 - 基建处 - 总务长办公室（后勤管理处） - 离退休工作处 - 基础教育发展管理部 - 教育培训管理处 - 实验室安全与设备管理处 - 信息化建设办公室/信息网络中心 - 昌平校园综合管理办公室 - 教育基金会 - 校友总会 - 强师工程办公室 - 珠海园区领导小组办公室 | - 校工会 - 校团委 - 校学生会 - 校研究生会 - 图书馆 - 档案馆（党史研究室、校史研究室） - 文科学报 - 理科学报 - 分析测试中心 - 校医院 - 北京师大资产经营有限公司 |

## 教学研究

### 学部院系
| - 教育学部 - 地理科学学部 - 心理学部 - 哲学学院 - 经济与工商管理学院 - 法学院 - 马克思主义学院 - 社会学院 - 体育与运动学院 - 文学院 - 国际中文教育学院 | - 外国语言文学学院 - 新闻传播学院 - 历史学院 - 数学科学学院 - 物理与天文学院 - 化学学院 - 系统科学学院 - 统计学院 - 环境学院 - 生命科学学院 - 人工智能学院 | - 政府管理学院 - 艺术与传媒学院 - 继续教育与教师培训学院 - 一带一路学院 - 未来教育学院 - 文理学院 - 国家安全与应急管理学院 - 未来设计学院 - 湾区国际商学院 - 励耘学院 - 瀚德学院 |

### 研究院（所）
| - 经济与资源管理研究院 - 刑事法律科学研究院 - 水科学研究院 - 应急管理部-教育部 减灾与应急管理研究院 - 中国基础教育质量监测协同创新中心 - 文化创新与传播研究院 | - 中国教育与社会发展研究院 - 人文和社会科学高等研究院 - 自然科学高等研究院 - 中华文化研究院｜京师书院 |

## 学生与教师
截至2025年3月，北京校区现有全日制本科生9541人，全日制研究生12680人，非全日制研究生4405人；珠海校区于2019年4月由教育部正式批准建设，现有全日制本科生7002人，全日制研究生3616人，非全日制研究生1474人。北京师范大学现有专任教师2637人，其中具有高级专业技术职务2061人。两院院士7人，入选各类国家级重大人才工程393人次。

## 附属学校
北京师范大学在中国大陆北京，天津，广东，四川，浙江等地均有附属中学。下面列举的是北京师范大学的直属附属学校。
- 北京市
  - 北京师范大学实验幼儿园
  - 北京师范大学实验小学
  - 北京师范大学附属中学
  - 北京师范大学附属实验中学（原师大女附中）
  - 北京师范大学第二附属中学
  - 北京师范大学直属附校集团校：
    - 北京师范大学第三附属中学
    - 北京市西城区德胜中学
    - 北京师范大学附属中学集团校（含北京市和平门中学、北京师范大学附属中学分校、北京师范大学附属中学平谷第一分校）
    - 北京师范大学附属实验中学集团校（含含北京师范大学附属实验中学分校、北京师范大学实验二龙路中学、北师大实验华夏女中、北师大实验中学丰台学校、北师大实验中学顺义学校、北师大实验中学大兴分校、北京第四实验学校）
    - 北京师范大学第二附属中学集团校（含北京师大二附中未来科技城学校、北京师大二附中西城实验学校、北京师范大学昌平附属学校、北京师范大学第二附属中学海淀学校）
    - 北京师范大学实验小学集团校（含北京师范大学实验小学未来科学城学校）
    - 北京师范大学实验幼儿园分园（含校本部园区、牡丹分园、望京分园、龙樾分园、新校区园、未来一幼、明光分部和珠海校区幼儿园）[29]
- 珠海市
  - 北京师范大学珠海实验幼儿园
  - 北师大珠海实验学校金凤校区
  - 珠海高新区北京师范大学实验中学
  - 北师大珠海实验学校香山校区

## 任教学者
1. 钱玄同：语言文字学家、教育家
2. 黄侃：国学家

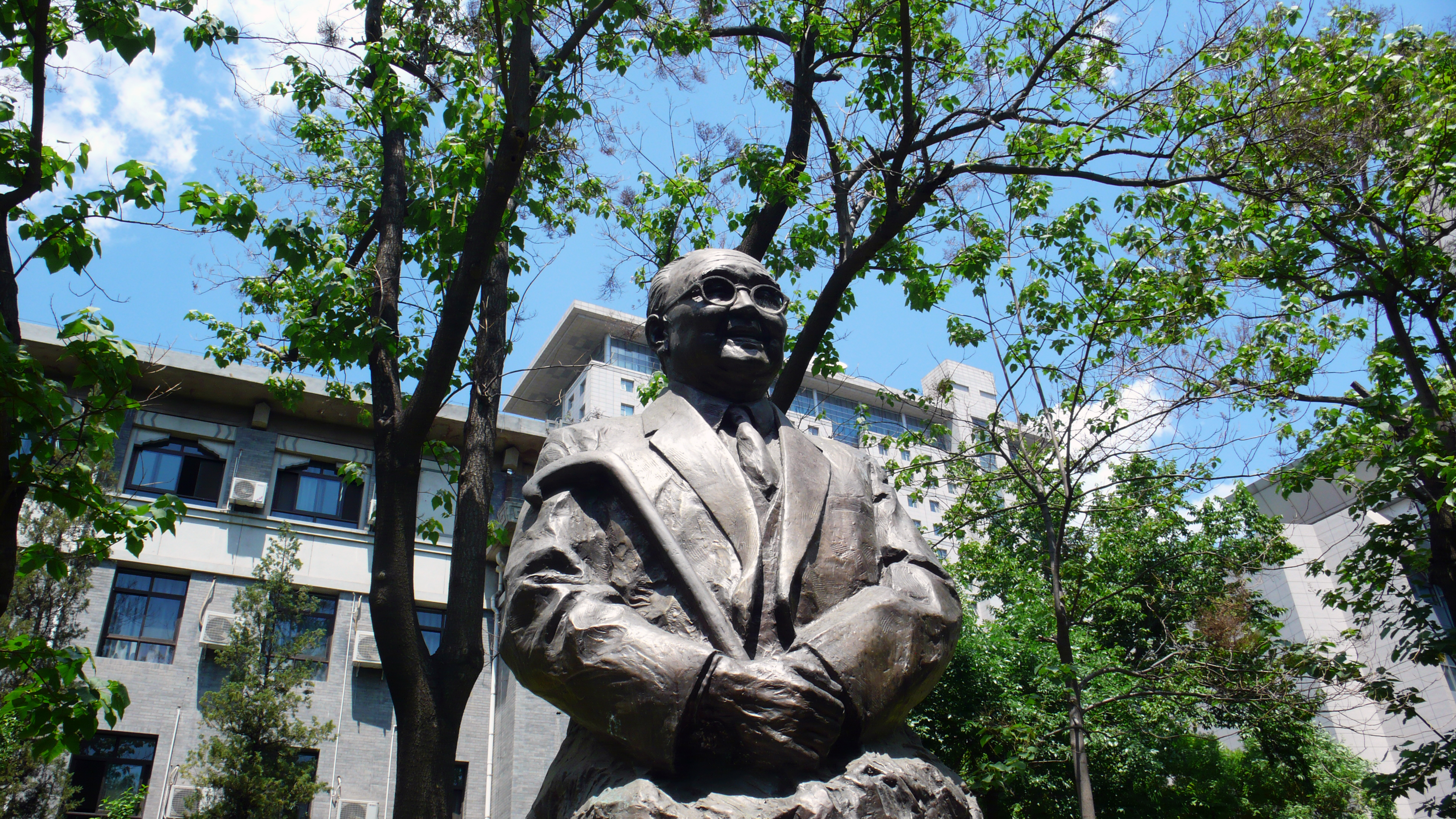
校园内的启功先生铜像。

3. 陈垣：历史学家，一级教授，北京师范大学校长
4. 黎锦熙：语言文字学家，一级教授
5. 傅种孙：数学教育家，一级教授，北京师范大学副校长
6. 钟敬文：民俗学家，一级教授
7. 黄药眠：文学家，一级教授
8. 武兆發：细胞学专家，一级教授
9. 陆宗达：训诂学家
10. 何兹全：历史学家
11. 张厚粲：心理学家
12. 焦菊隐：戏剧家和翻译家
13. 陶大镛：经济学家、教育家和社会活动家
14. 启功：满族，书画家、国学家
15. 黄祖洽：理论物理学家
16. 王梓坤：数学家，南开大学、北京师范大学校长，中科院院士
17. 孙儒泳：生态学家，中科院院士，前中国生态学会理事长
18. 郑儒箴：翻译家，欧洲语言学者，郑铁如长子，1982年在讲台上突发急病去世，去世后家人将其收藏的一千四百余册珍贵外文书籍捐献给北京师范大学外文系（今外语学院）
19. 刘若庄：量子化学家
20. 刘伯里：中国工程院院士、北京师范大学应用科学与技术学院院长、中国核学会核化学和放射化学学会副理事长、中国核学会同位素学会常务理事
21. 李小文：地理学家
22. 郑光美
23. 陈木法
24. 刘昌明（双聘）
25. 刘仁静：中国共产党早期领导人之一
26. 林学钰（双聘）
27. 张新时（双聘）
28. 王永炎（双聘）
29. 王乃彦（双聘）
30. 刘鸿亮（双聘）
31. 李競：天文学家，天文科普专家
32. 林猛
33. 童庆炳
34. 孙楷第：文学研究家、文艺理论家
35. 叶嘉莹：汉语言学家，诗人，教育家
36. 刘晓波：作家，持不同政见者、2010年诺贝尔和平奖得主
37. 吴岩：管理学博士，科幻作家
38. 莫言：作家，2012年诺贝尔文学奖得主
39. 赵秉志：法学家，新中国第一位刑法学博士，中国刑法学研究会会长
40. 顾明远：北京师范大学资深教授，新中国比较教育学科创始人之一
41. 刘家和：曾任中国世界古代史研究会理事长，现任名誉理事长。并任中国先秦史学会理事，北京史学会常务理事，美国《世界史杂志》编委等
42. 林崇德：现为北京师范大学资深教授，中国心理学会前理事长，教育部人文社会科学委员会委员兼教育学•心理学学部召集人，中组部联系高级专家
43. 黄会林：现任北京师范大学资深教授，中国文化国际传播研究院院长、北京文化创意研究中心主任，北京师范大学艺术与传媒学院首任院长
44. 王宁：北京师范大学资深教授，著名语言文字学家
45. 瞿林东：现为北京师范大学历史学院史学研究所教授、博士生导师，北京师范大学史学理论与史学史研究中心主任，《史学理论与史学史学刊》主编

## 参看
- 各学校诺贝尔奖得主列表
- 中华人民共和国教育部直属高等学校列表
- 211工程
- 985工程
- 国家重点学科
- 中华人民共和国国家重点实验室列表